# Euphorbia ambroseae
Euphorbia ambroseae är en törelväxtart som beskrevs av Leslie Larry Charles Leach. Euphorbia ambroseae ingår i släktet törlar, och familjen törelväxter.

## Underarter
Arten delas in i följande underarter:
- E. a. ambroseae
- E. a. spinosa

## Bildgalleri

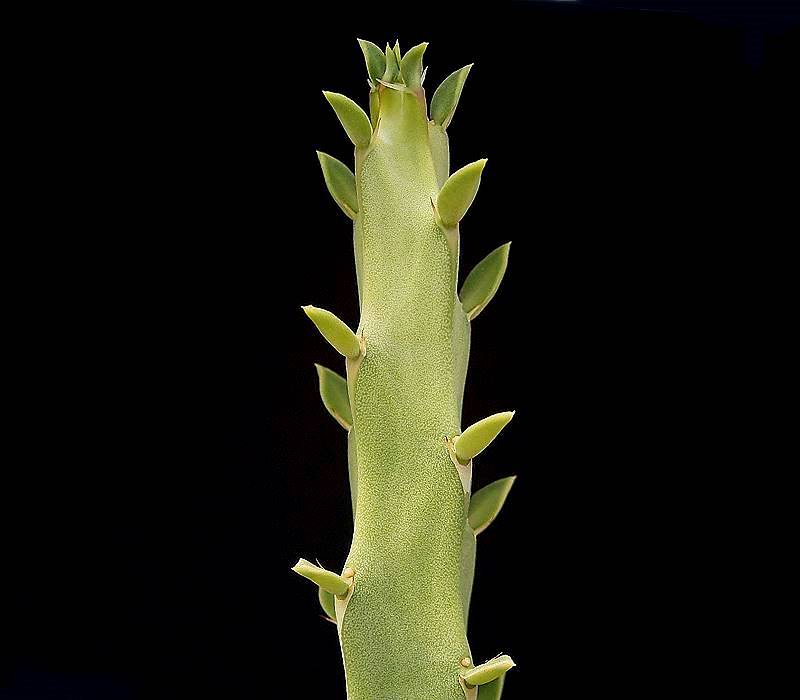